# Buzás Gabriella
Buzás Gabriella (1977 –) énekes, gitáros, vonóshangszer-készítő és -javító. Főként lírai hangvételű, világzenei, népdal, vagy vers alapú zenék interpretálója. A magyar mellett spanyol és cigány nyelvű dalokat is énekel. Chavela Vargas zenei munkásságának egyik hiteles magyar képviselője.

## Tanulmányok, végzettségek
- Weiner Leó Zeneiskola és Zeneművészeti Szakközépiskola, hegedű alapfokú képzés
- ELTE pszichológus, pszichológia szakos tanár (2001)
- SZTE rajz (2005)
- Liszt Ferenc Zeneművészeti Egyetem Bartók Béla Zeneművészeti és Hangszerészképző Gyakorló Szakgimnázium, vonóshangszer-készítő és -javító (2010)

## Zenekarok, munkahelyek
- Erkel Ferenc Vegyeskar (2005-2008)
- Besh-o-droM (2010)
- Kálmánia (2011)
- Őskestar (2012)
- Hoppál Mihály Band (2014-től) Archiválva 2018. június 5-i dátummal a Wayback Machine-ben

Rosé hangszerüzlet és Javítóműhely (2007-től)

## Dalok
- Puro teatro[2]
- En el ultimo trago[3]
- Szubjektív tangó[4]
- Bóbita[5]

## Diszkográfia
- Pislog e parányi csillag (Erkel Ferenc Vegyeskar)[6]
- Válogatás (Erkel Ferenc Vegyeskar)
- Cseri Zsófia DLA koncertje (Erkel Ferenc Vegyeskar)
- J.Brahms - Ein deutsches Requiem (Erkel Ferenc Vegyeskar)
- Pillangóhatás (Hoppál Mihály Band)[7]
- Tilos csillagon (Hoppál Mihály Band)
- Ősanya (Hoppál Mihály Band)